# Association internationale des archives francophones
 (octobre 2022).
L'Association internationale des archives francophones (AIAF), fondée en 1989, est une organisation non gouvernementale internationale qui regroupe des Archives nationales, des services d'archives et des associations d'archivistes de pays ayant en commun l'usage du français.
Son objectif est de favoriser et de développer la coopération entre ses membres en matière de formation professionnelle, de diffusion de la littérature spécialisée, de modernisation des services d’archives et de soutien aux associations professionnelles. Elle a ouvert, en 2005, le Portail international archivistique francophone (PIAF) destiné à faciliter la formation en ligne au métier d'archiviste.
Le siège de l'AIAF est situé à Québec. Depuis 2021, l'AIAF est présidée par Josée Kirps, directrice des Archives nationales de Luxembourg.

## Membres
En 2014, des services d'archives des pays et régions suivants sont membres de l'AIAF : Belgique, Burkina Faso, Canada, Côte d'Ivoire, France, Haïti, Luxembourg, Madagascar, Mali, Maroc, Île Maurice, Nouvelle-Calédonie, Québec, Roumanie, Seychelles, Suisse, Togo, Tunisie et Viêt Nam.